# Суховоля (Буський повіт)
Суховоля (пол. Suchowola) — село в Польщі, у гміні Стопниця Буського повіту Свентокшиського воєводства.
Населення — 287 осіб (2011).
У 1975-1998 роках село належало до Келецького воєводства.

## Демографія
Демографічна структура на день 31 березня 2011 року:
|          | Загалом | Допрацездатний вік | Працездатний вік | Постпрацездатний вік |
| -------- | ------- | ------------------ | ---------------- | -------------------- |
| Чоловіки | 128     | 21                 | 92               | 15                   |
| Жінки    | 159     | 37                 | 88               | 34                   |
| Разом    | 287     | 58                 | 180              | 49                   |